# 北海道恵庭北高等学校
北海道恵庭北高等学校（ほっかいどう えにわきたこうとうがっこう、Hokkaido Eniwa Kita High School）は、北海道恵庭市南島松にある公立の道立高等学校。通称は「北高（きたこう）」、「恵北（けいほく）」。

## 沿革
1951年4月に北海道恵庭高等学校（定時制課程農業科1学級 : 恵北中に併置）と北海道恵庭高等学校漁分校（定時制課程普通科1学級 : 恵北中に併置）が設置認可され、6月28日に「北海道恵庭高等学校」が開校した。1961年4月に校名が「北海道恵庭北高等学校」に改称した。北海道恵庭高等学校漁分校が廃止し、北海道恵庭南高等学校として独立することになった。1973年にグラウンド造成され、1977年に体育館が完成、1979年に格技場が完成、1990年に水泳プールが完成した。
年表
- 1951年（昭和26年）- 北海道恵庭高等学校と漁分校の設置認可。北海道恵庭高等学校が開校
- 1952年（昭和27年）- 被服別科の設置認可[1]
- 1959年（昭和34年）- 農村家庭科の設置認可[1]
- 1961年（昭和36年）- 北海道恵庭北高等学校に校名改称。漁分校が北海道恵庭南高等学校として独立。校歌制定[1]
- 1963年（昭和38年）- 農村家庭科を生活科に改称[1]
- 1968年（昭和43年）- 被服別科の廃止認可[1]
- 1972年（昭和47年）- 生活科募集停止、全日制課程普通科の設置認可[1]
- 1973年（昭和48年）- グラウンド造成。農業科募集停止[1]
- 1974年（昭和49年）- 道立移管認可[1]
- 1977年（昭和52年）- 定時制課程閉課[1]。体育館完成
- 1979年（昭和54年）- 格技場完成
- 1990年（平成2年）- 水泳プール完成
- 1991年（平成3年）- スクールカラー制定[1]
- 1994年（平成6年）- 校訓制定[1]
- 2012年（平成24年）- 第1期大規模改造工事[1]
- 2014年（平成26年）- 第2期大規模改造工事[1]

## 教育目標
- 知性を磨き、創造性豊かな人間を育成する[2]。
- 社会性を重んじ、主体的に行動できる人間を育成する[2]。
- 心身を鍛え、何事にも粘り強くやり通す人間を育成する[2]。
- 自他の人格を尊重し、互いに協力し合える人間を育成する[2]。

## 施設
- 陸上競技場 - 1周300メートルのトラックでホームストレート部分は全天候、それ以外は土によって出来ている。走幅跳、走高跳、砲丸投、ハンマー投などの競技も行う事が出来る。毎年10月に開催される「マラソン大会」（男子9.0キロ、女子5キロ）のスタート・ゴール地点としても使用され、体育の陸上競技種目などを行う際も使用される。
- サッカー場 - サッカーコート1面分の敷地面積がありサッカー部の部室も隣接している。体育でサッカー等を行う際も使用される事がある。
- 野球場 - 両翼97メートル、中堅117メートルの野球場で外野には固定フェンスが設置されている。グラウンドはナイター設備、放送設備も完備されている。なお内野・外野ともに地表は土である。
- プール - 25メートルの競泳用プールである。8レーンが設置されている。
- 購買 - 校舎内2階にあり、自動販売機も2台設置されている。
- 格技場 - 体育で柔道等を行う際に使用される他、多目的な部屋として卓球部、吹奏楽部、冬場には野球部等が部活動の練習に使用するケースもある。
- 多目的室 - 校舎脇に設置されていて鉄筋の骨組みとビニールで作られていてビニールハウスのような構造である。野球部が冬場等の練習で使用し、多目的室内にはブルペンが2つ設置されている。地面は土である。
- テニスコート - 男子・女子テニス部が共有して使用している。テニスコート3面分が設置されており体育の授業でも使用する事がある。地面は土である。

## 学校行事
学校行事は以下の通り
- 4月 - 始業式、入学式、新入生オリエンテーション、総合学力記述模試（3年）
- 5月 - 大学入学共通テスト模試（3年）
- 6月 - 前期中間考査
- 7月 - 総合記述模試（3年）、総合学力テスト（1、2年）、学校祭、夏季休業
- 8月 - 前期期末考査
- 9月 - 大学入学共通テスト模試（3年）、学期間休業
- 10月 - 記述模試（3年）、大学入学共通テスト模試（3年）、マラソン大会
- 11月 - 総合学力テスト（1、2年）、後期中間考査、全統プレ共通テスト模試（3年）
- 12月 - 見学旅行（2年）、冬季休業
- 1月 - 学年末考査（3年）、総合学力テスト（1、2年）
- 2月 - 大学入学共通テスト模試（2年）、後期期末考査
- 3月 - 卒業式、球技大会、後期終業式、学年末休業

## 部活動
体育部では陸上部は度々、全国大会に出場している。文化部では漫画研究部はまんが甲子園への出場経歴を持ち、吹奏楽部は全国大会に出場している。
体育部
- 陸上部（男子・女子）- 全国レベルにあり、特に女子短距離、走幅跳では全国優勝者を数名輩出している。
- 野球部
- 卓球部
- 弓道部
- サッカー部
- テニス部（男子・女子）
- バレーボール部（男子・女子）
- バスケットボール部（男子・女子）- 女子バスケットボール部の伝統であるゴミ拾いが評価され、恵庭市の青少年団体活動（団体賞）を受賞[5]。
- バドミントン部（男子・女子）

文化部
- 漫画研究部 - 第7回まんが甲子園本選進出（1998年）、第12回まんが甲子園本選進出（2003年）
- 写真部 ‐ 高文連全道高等学校写真展・研究大会（2013年）、佳作者進出
- 美術部 - 高文連北海道高等学校美術展・研究大会（2012年）で全国推薦作品を受賞し、全国高等学校総合文化祭（2013年）に出場[6]。
- 吹奏楽部 - 札幌地区コンクールでは金賞の常連校である他、吹奏楽部とは別にマーチングバンド「AMBITIOUS」の活動も取り組み[7]、高文連全国大会に2度[注 1]の出場を果たす実力バンドである。
- 書道部
- 生物部
- 茶道部
- パソコン部

外局
- 放送局 - NHK杯全国高校放送コンテスト（2017年）アナウンス部門に出場し入選[8]。

## 交通アクセス
鉄道
- JR千歳線島松駅より徒歩13分[9]

バス
- えにわコミュニティバス（ecoバス）「恵庭北高校前」停留所下車、徒歩1分

## 著名な出身者
- 伊藤佳奈恵 - 陸上競技選手、元100m日本記録保持者
- 北風沙織 - 陸上競技選手、短距離、走幅跳。
- 寺田明日香 - 陸上競技選手、短距離、元100mハードル日本記録保持者
- 御家瀬緑 - 陸上競技選手、短距離、走幅跳
- あれ慎之助 - ものまねタレント
- 大塚ギチ - ゲームライター
- KEI - イラストレーター、漫画家。初音ミクなどのキャラクターデザインを手掛ける。
- 上野空大[10][11] - 格闘技、K-1選手[12]。
- 上野奏貴 - 格闘技、K-1選手。